# Sclerophyton (schimmel)
Sclerophyton is een geslacht van schimmels in de familie Opegraphaceae. De typesoort is Sclerophyton elegans.

## Soorten
Volgens Index Fungorum bevat het geslacht 20 soorten (peildatum oktober 2021):
| Soortnaam                    | Auteur(s)            | Publicatiejaar |
| ---------------------------- | -------------------- | -------------- |
| Sclerophyton actinoboloides  | Zahlbr.              | 1933           |
| Sclerophyton aptrootii       | Sparrius             | 2004           |
| Sclerophyton conspicuum      | A.W. Archer          | 2003           |
| Sclerophyton dendrizans      | (Nyl.) Zahlbr.       | 1923           |
| Sclerophyton elegans         | Eschw.               | 1824           |
| Sclerophyton evanescens      | (Fée) Müll. Arg.     | 1887           |
| Sclerophyton extenuatum      | (Nyl.) Sparrius      | 2004           |
| Sclerophyton fluorescens     | Sparrius             | 2004           |
| Sclerophyton hillii          | A.W. Archer          | 2003           |
| Sclerophyton indicum         | Makhija & Adaw.      | 2002           |
| Sclerophyton inscriptum      | (Nyl.) Müll. Arg.    | 1895           |
| Sclerophyton insularum       | A.W. Archer          | 2003           |
| Sclerophyton madagascariense | Sparrius             | 2004           |
| Sclerophyton occidentalum    | Herre                | 1940           |
| Sclerophyton puncticulatum   | P.M. McCarthy & Elix | 2018           |
| Sclerophyton seriale         | (Ach.) Sparrius      | 2004           |
| Sclerophyton stigmaticum     | (Kremp.) Sparrius    | 2004           |
| Sclerophyton syncesioides    | Sparrius             | 2004           |
| Sclerophyton trinidadense    | Sparrius             | 2004           |
| Sclerophyton vertex          | Sparrius             | 2004           |